# Доброивановское сельское поселение
Доброива́новское се́льское поселе́ние — упразднённое муниципальное образование в составе Грайворонского района Белгородской области Российской Федерации.
Административный центр — село Доброивановка.
19 апреля 2018 года упразднено при преобразовании Грайворонского района в Грайворонский городской округ.

## История
Доброивановское сельское поселение образовано 20 декабря 2004 года в соответствии с Законом Белгородской области № 159.

## Население
| 2010  | 2011  | 2012  | 2013  | 2014  | 2015  | 2016  |
| ----- | ----- | ----- | ----- | ----- | ----- | ----- |
| 2057  | ↘2048 | ↗2054 | ↘2037 | ↗2084 | ↗2106 | ↘2101 |
| 2017  | 2018  |       |       |       |       |       |
| ↘2044 | ↗2063 |       |       |       |       |       |

## Состав сельского поселения
| № | Населённый пункт | Тип населённого пункта       | Население |
| - | ---------------- | ---------------------------- | --------- |
| 1 | Доброе           | село                         | ↘646      |
| 2 | Доброивановка    | село, административный центр | ↘136      |
| 3 | Замостье         | село                         | ↗1020     |
| 4 | Тополи           | хутор                        | ↘255      |